# عمر بن أبي سلمة
أبو حفص عمر بن أبي سلمة بن عبد الأسد المخزومي القرشي (2 ق هـ - 83 هـ )، ولد بأرض الحبشة وهو ربيب النبي محمد، ويكنى بأبي حفص، وابن أم سلمة زوجة النبي من زوجها الأول أبي سلمة بن عبد الأسد، ولد قبل الهجرة بسنتين، روى أحاديث عن النبي، واستعمله علي بن أبي طالب على البحرين وفارس.

## سيرته
هو عمر بن أبي سلمة بن عبد الأسد بن هلال بن عبد الله بن عمر بن مخزوم القرشيّ المخزوميّ، يُكْنَى أبا حفص، ولد بالحبشة في السنة الثانية قبل الهجرة، وأخطأ ابن عبد البر وقال في 2 هـ، وكان النبي عمه من الرضاع، حيث أن النبي وأبو سلمة أخوة من الرضاعة، كان عمر أصغر سنًّا من أخيه سلمة بن أبي سلمة، مات أبوه سنة 3 هـ، تزوج وقد احتلم وكبر في حياة النبي، شارك في غزوة الخندق هو وعبد الله بن الزبير في الخندق في أطُم حسان بن ثابت. عاش مع أمه في بيت النبي، وهو الذي قال له النبي محمد الحديث المعروف: «يَا غُلاَمُ، سَمِّ اللَّهَ، وَكُلْ بِيَمِينِكَ، وَكُلْ مِمَّا يَلِيكَ».
تزوج ملكيةُ بنتُ رفاعة بن عبد المنذر، وأنجب منها: سلمةَ، ومحمدًا، وزينبَ.

بعث علي بن أبي طالب إلى أم سلمة، أن تخرج معه إلى البصرة فأبت، وقالت: «أبعث معك أحب الناس إليّ»، فبعثت معه عمر بن أبي سلمة، فشهد مع علي موقعة الجمل، ولاه علي بن أبي طالب على ولاية البحرين، حيث خرج مع علي من المدينة أثناء سفره إلى العراق، ثم بعثه على واليًا على البحرين، لفترة من الوقت، ثم استدعاه على لمصاحبته في العراق بعد ذلك. وجاء في خطاب عزله:
| عمر بن أبي سلمة | أما بعد فإني قد وليت النعمان بن عجلان الزرقي على البحرين، ونزعت يدك بلا ذم لك ولا تثريب عليك، فلقد أحسنت الولاية وأديت الأمانة. فأقبل غير ظنين ولا ملوم ولا متهم ولا مأثوم. | عمر بن أبي سلمة |

كما استعمله على فارس. مات عمر بالمدينة المنورة سنة 83 هـ [الموافق 702 م،] في خلافةِ عبد الملك بن مروان.

## روايته للحديث النبوي
- حدث عن: النبي محمد عن أمه أم سلمة.
- روى عنه: سعيد بن المسيب، وعروة بن الزبير، ووهب بن كيسان، وقدامة بن إبراهيم، وثابت البناني، وأبو وجزة يزيد بن عبيد السعدي، وابنه محمد بن عمر، وغيرهم.[4]